# Jérôme Schmitt
Jérôme Hervé Schmitt (Colmar, 8 settembre 1981) è un ex cestista francese.

## Carriera
Con la Francia ha disputato i Campionati europei del 2005.

## Palmarès
- Coppa di Francia: 1

Elan Chalon: 2011